# بنك خيبر
بنك خيبر هو بنك حكومي باكستاني إقليمي مملوك لحكومة خيبر باختونخوا ومقره في بيشاور ، باكستان ، وله 216 فرعًا في جميع أنحاء البلاد في باكستان.

## روابط خارجية
قالب:Banking in Pakistan